# Föreningen för kvinnans politiska rösträtt i Södertälje
Föreningen för kvinnans politiska rösträtt i Södertälje, även kallad Södertäljesföreningen för kvinnans politiska rösträtt, var Södertäljes lokalförening inom Landsföreningen för kvinnans politiska rösträtt (LKPR), bildad 1906. Föreningen var verksam lokalt i Södertälje och arbetade för införandet av kvinnors rösträtt i Sverige.
Bland aktiviteterna fanns föredrag, samkväm, insamling av medel och förhandlingar om samarbete med andra organisationer. 

## Ordförande
- Ebba Pettersson, 1906–1914
- Maria Dehn, 1914–1921